# Casa Ariztía
La casa Ariztía es un edificio ubicado en Santiago de Chile, en la intersección de las calles Monjitas y Miraflores. Está catalogado por la Municipalidad de Santiago como Inmueble de Conservación Histórica.

## Historia
El edificio, de estilo neobarroco, fue construido en 1925 por los arquitectos Ismael Edwards Matte y Federico Bieregel por encargo de Luisa Ariztía de Edwards para albergar una residencia de tres pisos; su fachada decorada, asimétrica y con una fuerte acentuación de sus vanos, contrasta con el interior ornamentado principalmente con madera tallada. En 1946 la propiedad fue adquirida por Justo Villanueva, quien la subdividió, albergando a partir de mediados de la década de 1940 al Instituto Chileno Británico de Cultura, y en 1972 fue adquirida por el Partido Izquierda Radical (PIR) en 800 mil escudos, convirtiéndola en su sede nacional; al mismo tiempo funcionaba en dicho edificio la Radio Yungay.
Tras el golpe de Estado del 11 de septiembre de 1973, y debido al receso de los partidos políticos, la casa Ariztía fue expropiada, siendo ocupada inicialmente por la Dirección de Inteligencia Nacional (DINA) y desde 1977 por la Policía de Investigaciones de Chile. En 1999 pasó nuevamente al Fisco, periodo en que tanto el Partido Radical Socialdemócrata (PRSD) como el Partido por la Democracia (PPD) —ambos declarados como sucesores legales del PIR— solicitaron su restitución, siendo entregada al PRSD, quienes la ocuparon hasta 2009.
Luego de un intento de demolición que fue frustrado ya que el alcalde Raúl Alcaíno congeló los permisos de edificación en el sector, en 2012 la casa Ariztía fue adquirida por la Inmobiliaria RAC, que la compró en 650 millones de pesos; en aquel entonces se instaló por el costado de calle Monjitas el Bar The Clinic, que funcionó hasta 2017, y se realizó una remodelación completa de su interior. En 2019 el edificio fue adquirido por la familia Ergas.